# KTX-Eum
O KTX-Eum (em coreano:  KTX-이음) também conhecido como Korail Classe 150000 é um trem-unidade-elétrico de alta velocidade sul-coreano produzido pela Hyundai Rotem e operado pela Korail.

## História
Após o desenvolvimento do trem protótipo HEMU-430X, a Hyundai Rotem e a Korail assinaram um acordo em junho de 2016 para a produção de trens-unidade-elétrico de alta velocidade, os primeiros de seu tipo na Coreia do Sul em operação comercial (o HEMU-430X também é um TUE mas não é usado para serviço comercial nem foi fabricado em massa). A encomenda original foi para 5 composições de 6 vagões, em dezembro de 2016 foram encomendadas mais 14 composições de seis vagões; ambas as encomendas tem entrega esperada pra 2020 a 2021.
Em setembro de 2016, a Korail fez uma votação pública para decidir a aparência dos novos modelos. Em 2017, uma maquete do projeto escolhido foi exibida para o público para promover o trem e observar a reação popular. Em novembro de 2019, a primeira composição foi entregue a Korail.
Em agosto de 2020, a Korail fez uma votação popular para escolher o nome do novo modelo, que na época, era conhecido como "EMU-260." O modelo foi oficialmente renomeado como "KTX-Eum" em outubro de 2020, após a Korail ter patenteado o nome como marca registrada no Escritório Coreano de Propriedade Intelectual.
Em 4 de janeiro de 2021, o trem entrou em serviço na linha Jungang, operando entre Cheongnyangni e Andong numa seção eletrificada.

## Projeto
A tecnologia incorporada nesses trens é derivada do trem experimental HEMU-430X, que já tinha sido testado pela Korail. O KTX-Eum tem a mesma aparência dos trens EMU-320, entretanto a formação das composições agora consiste em seis vagões em vez dos oito vagões do EMU-320. Ao contrário dos outros trens KTX, o KTX-Eum usa tração distribuída com vagões com cabines de condutor em cada extremo e seis vagões com motores, ao contrário dos que usam locomotivas.

## Interior
Ao contrário de outros trens KTX, os assentos no novo trem tem mais espaços para as pernas, tomadas USB, plataformas de carregamento sem fio e sistemas de entretenimento similares aos presentes em aviões. Além disso, todos os assentos são alinhados com a janela.

## Galeria

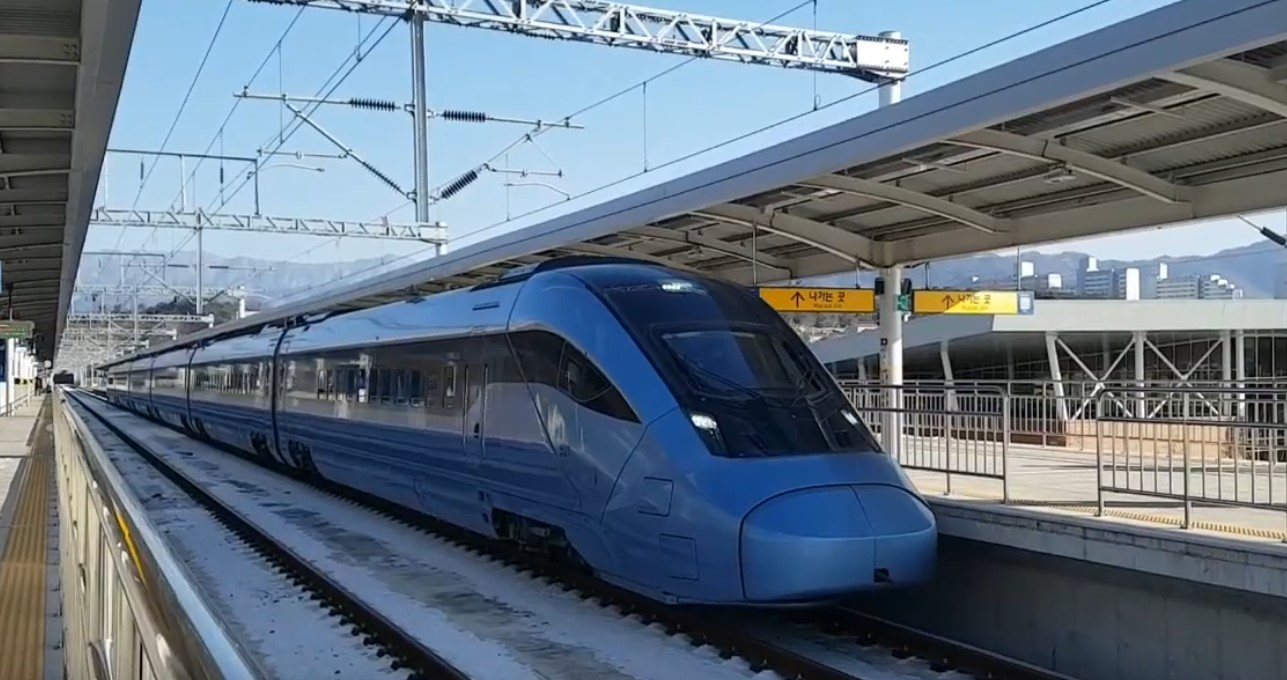
KTX-Eum na estação Wonju
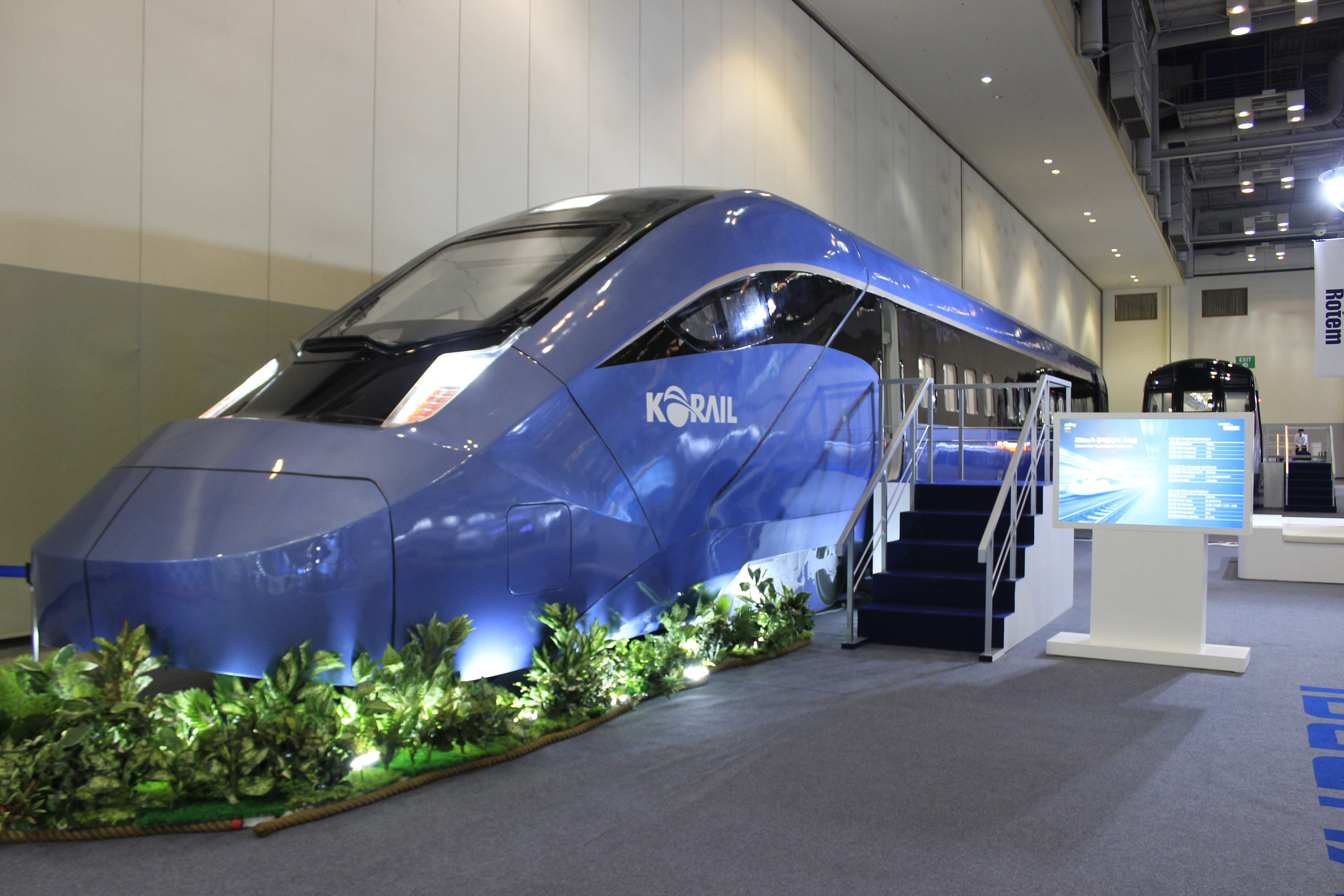
Modelo do KTX-Eum
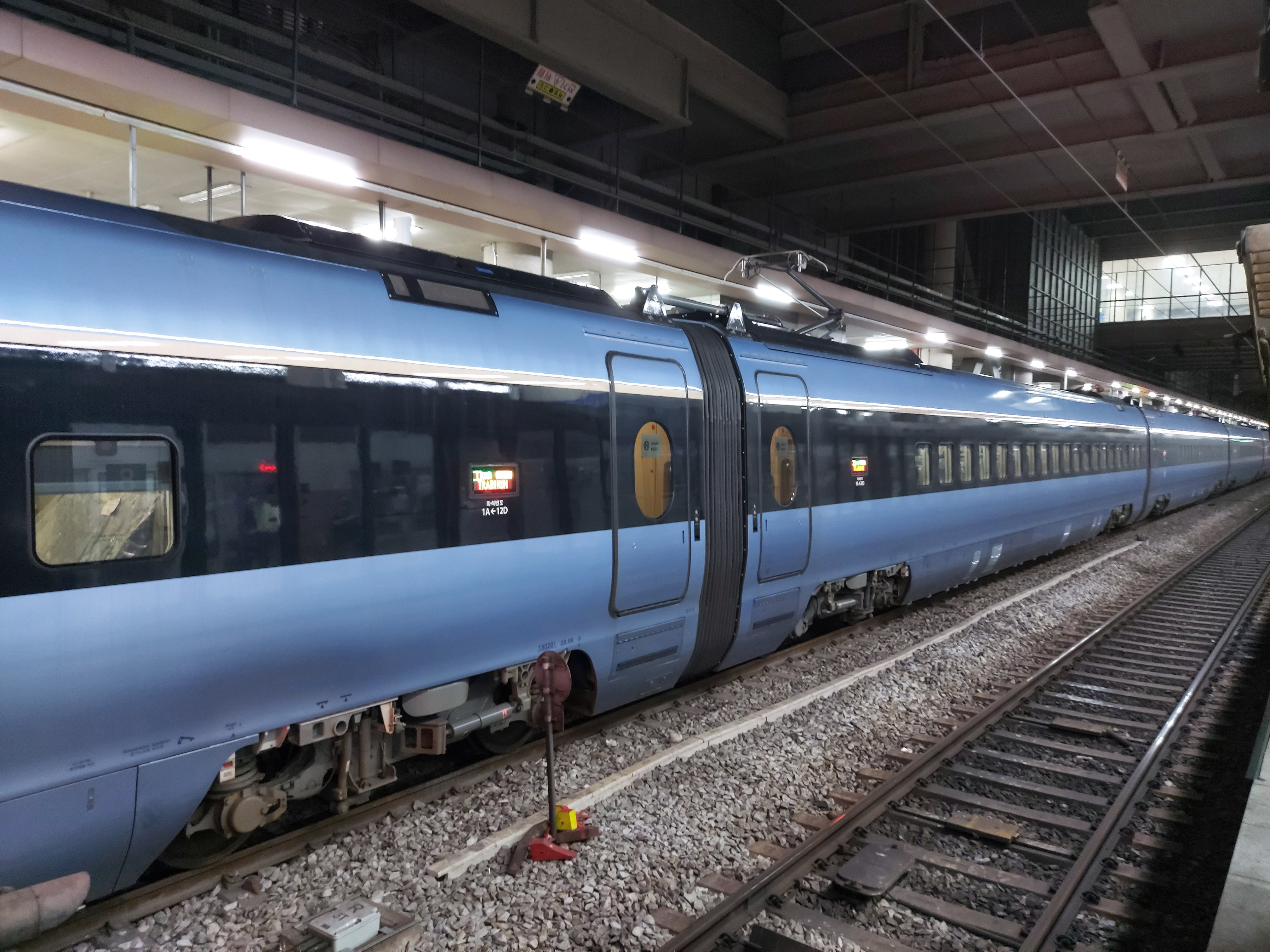
O trem na estação Cheongnyangni
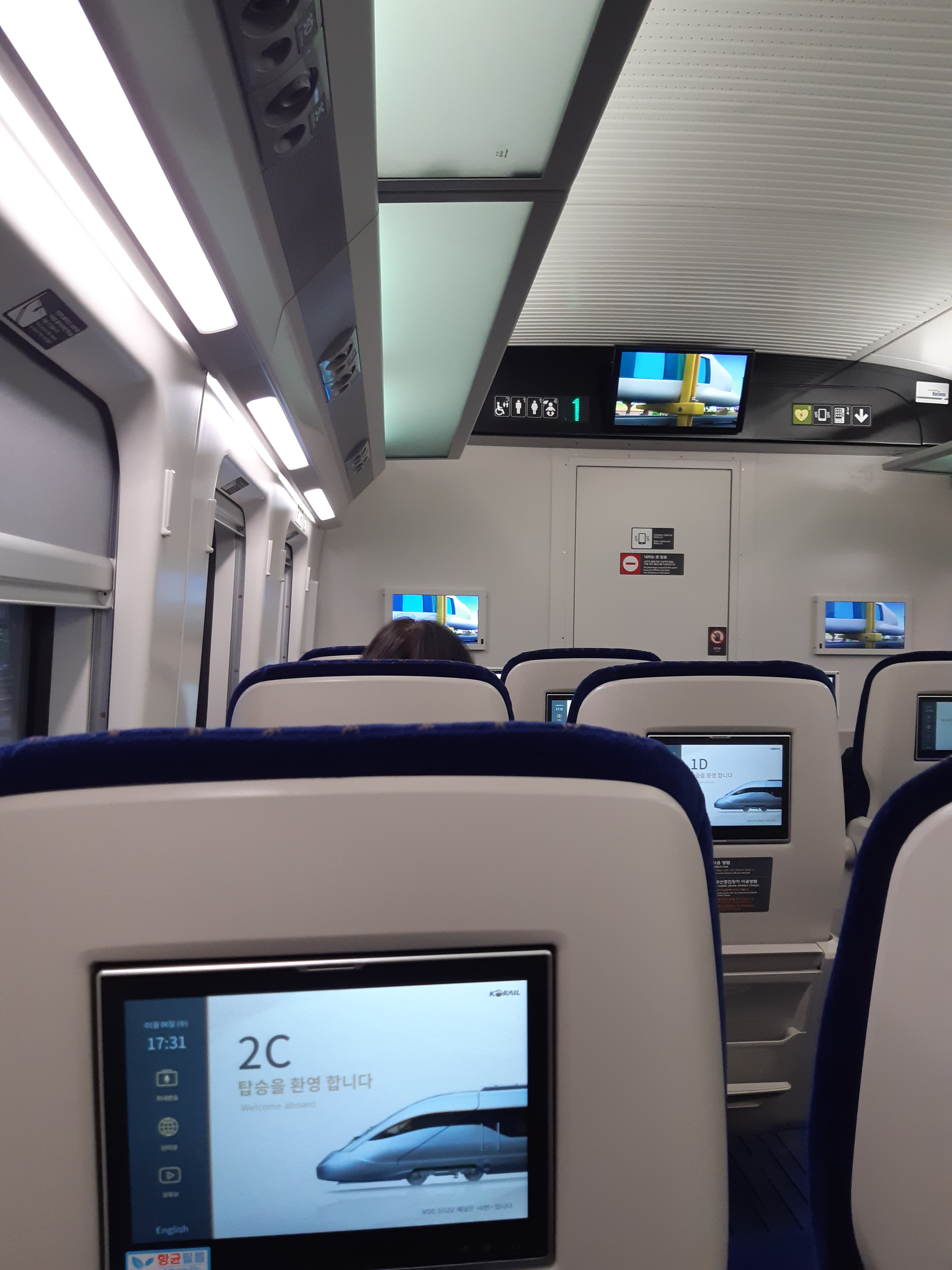
Classe de negócios do KTX-Eum
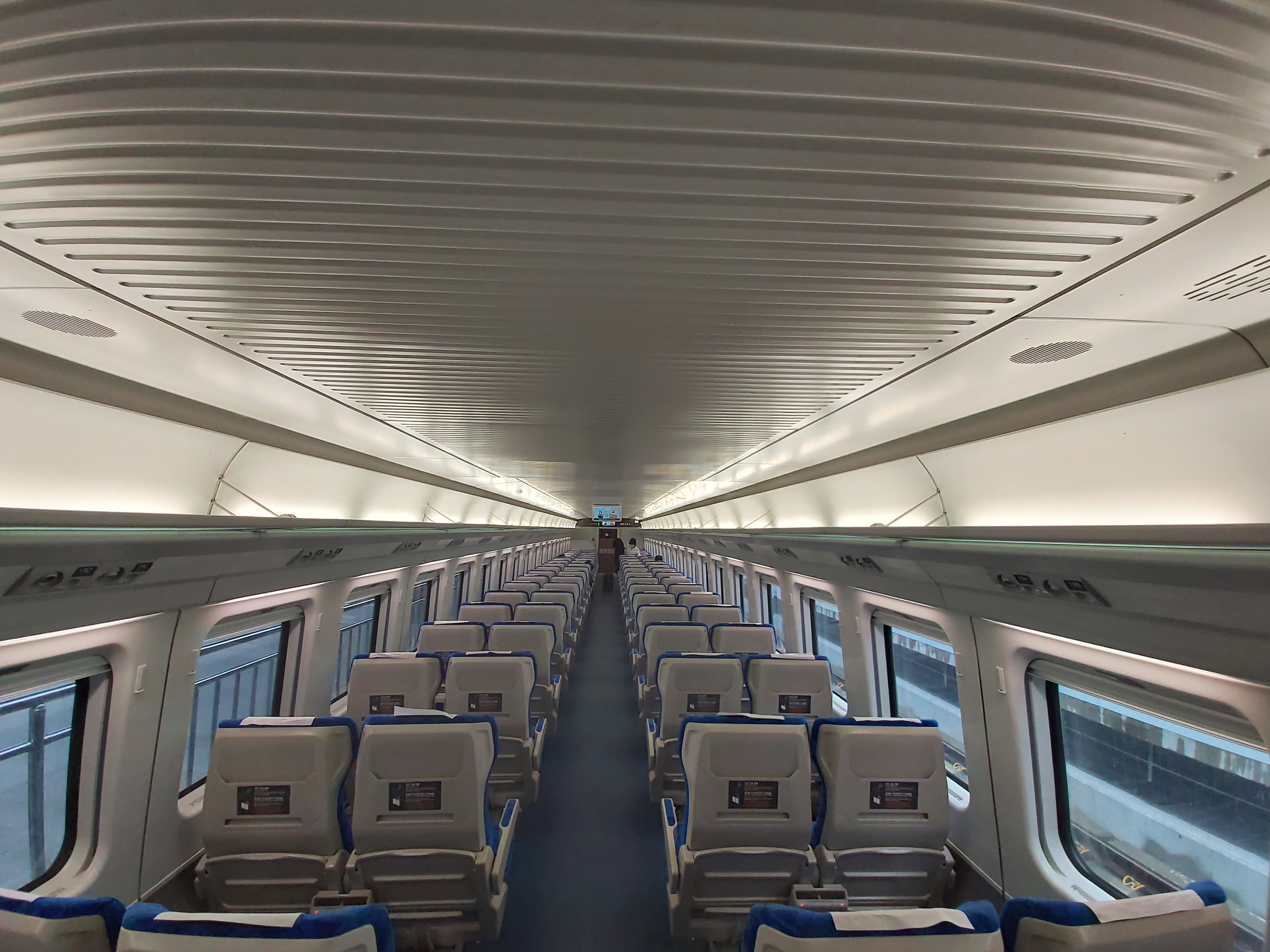
Vista de um vagão de classe econômica